# Traditional Square Dance
Traditional Square Dance, auch kurz Traditional oder Oldstyle genannt, ist eine auch heute noch bestehende Form des Square Dance und gilt ebenso als Vorläufer des modernen Square Dances. 
Es handelt sich um traditionelle Volkstänze des 19. Jahrhunderts, die aus der Zeit der Besiedlung des Wilden Westens und des amerikanischen Bürgerkriegs stammen. 
Getanzt werden Contra, Mescolanza, Mixer, Cowboy Dance und Quadrille im Takt der Musik. Jeder Tanz hat eine bestimmte Reihenfolge von Figuren, die sich wiederholen. Ein „Prompter“ oder Ansager erläutert vor jedem Tanz den Ablauf und gibt während des Tanzens Kommandos zur Synchronisierung, so dass keine Vorkenntnisse der Tänzer erforderlich sind.
Im traditionellen Square Dance ist die Musik traditionelle „Country Dance“-Musik: Überwiegend Irish Jigs und Reels sowie Volksmusik aus Québec (Kanada), England, Schottland und anderen Ländern. Die Musik wird fast immer durch eine traditionelle Tanzmusikband gespielt.